# Berry Oakley
Raymond Berry Oakley III (4. dubna 1948 Chicago, Illinois – 11. listopadu 1972 Macon, Georgie) byl americký baskytarista, nejvíce známý jako zakládající člen skupiny The Allman Brothers Band.